# Дудников, Иван Степанович
Иван Степанович Дудников (1823 — 25 января 1911) — русский офицер, полковник по адмиралтейству, участник Крымской войны.

## Биография

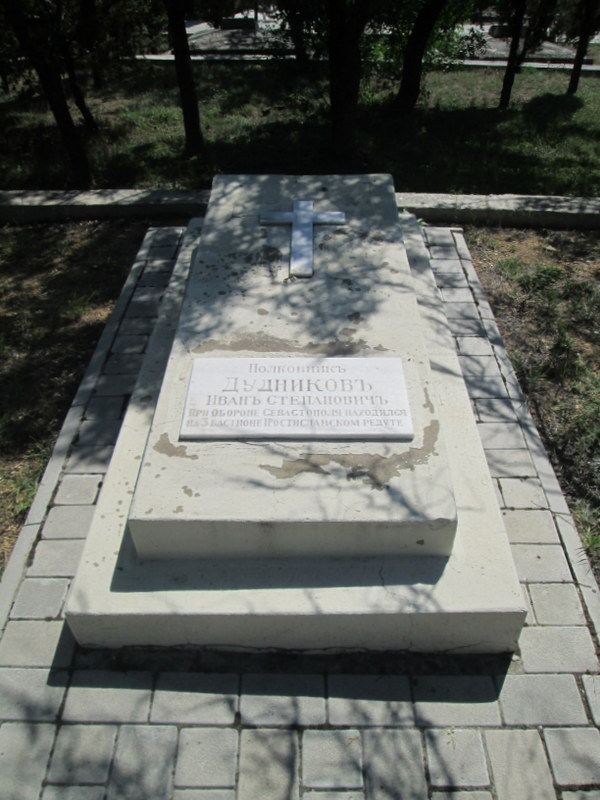
Могила И. С. Дудникова на Братском кладбище

И. С. Дудников родился в начале 1820-х годов. В Севастопольской обороне участвовал в чине кондуктора. В сентябре 1854 года И. С. Дудников служил на фрегате «Флора», 7 сентября в составе подвижной батареи под командой лейтенанта Батьянова выступил для участия в Альминском сражении, но батарея опоздала к бою. По возвращении его направили на Малахов курган, откуда 5 октября в день первой бомбардировки перевели на 3-й бастион. И. С. Дудников отличился при обстреле английской батареи «Виктория», за что награждён знаком отличии Военного ордена (солдатский Георгиевский крест). Орден ему вручил лично адмирал П. С. Нахимов. Вскоре И. С. Дудников произведен в прапорщики и назначен командиром батареи, расположенной с левой стороны Ростиславского редута, где и находился до конца осады. Был четыре раза ранен, из них дважды в голову. После ранений ослеп. Через три недели зрение вернулось, и он возвратился в строй. Вечером 27 августа 1855 года гарнизон редута взорвал укрепление и направился к плавучему мосту через бухту, поджигая уцелевшие строения. В числе их И. С. Дудников поджег и собственный дом.
Выйдя в отставку в 1901 году, полковник И. С. Дудников проживал в Николаеве. Умер в 1911 году в возрасте 88 лет, тело его, погребенное сначала в Москве на Дорогомиловском кладбище, 22 ноября 1911 года было перевезено в Севастополь.
Похоронен на Братском кладбище в Севастополе. Могила И. С. Дудникова — ОКН России регионального значения  Объект культурного наследия народов РФ регионального значения. Рег. № 921711261950005 (ЕГРОКН). Надпись «Полковник Дудников Иван Степанович. Находился на 3-м бастионе и Ростиславском редуте».